# 丸田聡美
丸田 聡美（まるた さとみ）は、日本のスーツアクトレス、スタントウーマン。キャスタッフ所属。主にウルトラシリーズを中心に活動している。

## 出演作品

### テレビ
- 謎解きはディナーのあとで（2011年）
- ウルトラゾーン（2011年） - ピグモン
- ウルトラゼロファイト（2012年 - 2013年） - ピグモン[要出典]
- 新ウルトラマン列伝（2013年 - 2016年）
- ウルトラマンギンガ（2013年） - ウルトラマンタロウ（少年時代）[要出典]
- ウルトラマンX（2015年） - ピグモン
- ウルトラマンオーブ（2016年） - ラゴンJr
- ウルトラマンジード（2017年） - ペガッサ星人ペガ
- ウルトラマンR/B（2018年） - ピグモン ほか
- ウルトラマン ニュージェネレーションクロニクル（2019年） - ペガッサ星人ペガ
- ウルトラマンZ（2020年） - ペガッサ星人ペガ、ピット星人・妹
- ウルトラマン クロニクルD（2022年）
- ウルトラマンデッカー（2022年） - ピット星人、メトロン星人マルゥル（13話、特別総集編1、2）、子ラゴン

### 映画
- ウルトラマンゼロ THE MOVIE 超決戦!ベリアル銀河帝国（2010年）
- ウルトラマンサーガ（2012年） - アクションサポート
- ウルトラマンギンガ 劇場スペシャル ウルトラ怪獣☆ヒーロー大乱戦!（2014年）
- 劇場版 ウルトラマンX きたぞ!われらのウルトラマン（2016年）
- 劇場版 ウルトラマンオーブ 絆の力、おかりします!（2017年） - サポート
- 劇場版 ウルトラマンジード つなぐぜ! 願い!!（2018年） - ペガッサ星人ペガ
- 劇場版 ウルトラマンR/B セレクト 絆のクリスタル（2019年） - ペガッサ星人ペガ

### オリジナルビデオ
- ウルトラ銀河伝説外伝 ウルトラマンゼロVSダークロプスゼロ（2010年）

### WEBドラマ
- ウルトラ怪獣御殿（2012年）
- なめこのPV「なめこスクールウォーズ」（2013年）
- ウルトラマンオーブ THE ORIGIN SAGA（2016年）
- ウルトラギャラクシーファイト ニュージェネレーションヒーローズ（2019年）
- ウルトラギャラクシーファイト 運命の衝突（2022年）
- ウルトラマンレグロス ファーストミッション（2023年）